# Henry Manners (8e duc de Rutland)
Henry John Brinsley Manners, 8e duc de Rutland, (16 avril 1852 - 8 mai 1925), titré marquis de Granby entre 1888 et 1906, est un pair britannique et un homme politique conservateur.

## Jeunesse
Il est le seul enfant de John Manners, et de sa première épouse Catherine Louisa Georgina, fille du colonel George Marley. Sa mère est décédée juste avant son deuxième anniversaire. Il a quatre demi-frères et sœurs du deuxième mariage de son père, dont Edward Manners et Cecil Manners. Il porte le titre de courtoisie de marquis de Granby en 1888 lorsque son père succède à son frère aîné au duché.

## Carrière
Il succède à son père comme député de Melton en 1888, un siège qu'il occupe jusqu'en 1895. En 1896, il est convoqué à la Chambre des lords par un bref d'accélération dans le titre junior de son père de baron Manners. En 1906, il succède à son père comme huitième duc de Rutland. Il est nommé colonel honoraire du 1er bataillon de volontaires du Leicestershire Regiment en 1897. Il est Lord Lieutenant du Leicestershire de novembre 1900 jusqu'à sa mort en 1925 et est également président de la North British Academy of Arts lors de son inauguration et pendant de nombreuses années. En 1918, il est fait Chevalier de la Jarretière.

## Famille
Il épouse Violet, fille du colonel Charles Lindsay, le 25 novembre 1882. Ils ont cinq enfants: 
- (Victoria) Marjorie Harriet Manners (en) (1883-1946), épouse Charles Paget (6e marquis d'Anglesey)
- Robert Charles John Manners, Lord Haddon (1885–1894), est décédé jeune.
- John Manners (9e duc de Rutland) (1886–1940), épouse Kathleen Tennant
- Violet Catherine Manners (1888-1971), elle épouse d'abord, Hugo Charteris, Lord Elcho, fils d'Hugo Charteris (11e comte de Wemyss), dont David Charteris (12e comte de Wemyss). Elle se remarie avec Guy Benson[1]
- Diana Olivia Winifred Maud Manners (1892–1986). Elle épouse Duff Cooper, plus tard 1er vicomte Norwich

Rutland est décédé en mai 1925, à l'âge de 73 ans, et est remplacé au duché par son deuxième et unique fils survivant, John. La duchesse de Rutland est décédée en décembre 1937, à l'âge de 81 ans.